# 曙 (広島市)
曙とは、広島市東区にある町名である。一丁目から五丁目まである。郵便番号は732-0045（広島中央郵便局管区）。

## 地理
東区の南部に位置し、南区との境目にあたる。

### 住居表示
- 曙(1～5丁目)

### 隣接地区・周辺施設
- 東側…東山町、矢賀・JR芸備線
- 西側…愛宕町、東蟹屋町・広島市東区役所
- 南側…南区東駅町・JR山陽本線・山陽新幹線・広島貨物ターミナル駅
- 北側…尾長西、尾長東・旧西国街道

## 交通

### 鉄道
- 地区内にJRの駅及び広島電鉄の電停は無い。

### バス
「広電曙営業所前」バス停、「曙町」バス停、「矢賀入口」バス停があり、広電バスの2号線・5号線と、広島バス29号深川線のぬくしなバイパス経由便と矢賀・大須経由便が停車する。
- 2号線[4]（広電バス[5]）：県庁前・八丁堀・広島駅方面 - 東区役所前 - 広電曙営業所前 - 曙町 - 矢賀入口 - 大須3丁目・温品4丁目方面 / 天神川駅北・府中町方面
- 5号線（広電バス）[6]：牛田早稲田・牛田本町・広島駅新幹線口方面 - 広電曙営業所前
- 29号 深川線（矢賀経由）（広島バス）：広島バスセンター・八丁堀・広島駅方面 - 広電曙営業所前 - 曙町 - 矢賀入口 - 大須3丁目・温品4丁目・小河原車庫方面

町内は通っていないが、広島バスの「三本松」バス停が近くにあり、27号線(中山線)と29号線(深川線)（大内越峠経由）が停車する。
他に芸陽バスの高速バスが地区内を経由するが、バス停は無い。

### 道路
- 国道
  - 町内は一切通っていない。
- 県道
  - 広島県道70号広島中島線
  - 広島県道84号東海田広島線（広島県道70号広島中島線と重複）
  - 広島県道264号中山尾長線
- 市道
  - 広島市道天満矢賀線（あけぼの通り）（広島県道70号広島中島線及び広島県道84号東海田広島線と重複）

## 施設
- 立正佼成会広島教会
- 広島電鉄曙営業課
- 広島銀行曙支店
- 矢崎総業広島営業所・矢崎エナジーシステム広島支店[9][10]
- あけぼの保育園
- 広島曙郵便局
- 安養院（真言宗御室派）
- 興福寺（日蓮正宗）

## 人口・世帯数
2018年6月末の人口・世帯数は以下の通り。
| 町名     | 人口  | 世帯数 |
| -------- | ----- | ------ |
| 曙一丁目 | 291   | 191    |
| 曙二丁目 | 643   | 399    |
| 曙三丁目 | 104   | 63     |
| 曙四丁目 | 395   | 246    |
| 曙五丁目 | 371   | 243    |
| 計       | 1,804 | 1,142  |